# Бернхард II (Саксония)
Бернхард II (на немски: Bernhard II, * сл. 990; † 29 юни 1059) от фамилята Билунги, e херцог на Саксония от 1011 до 1059 г.

## Биография
Той е големият син на херцог Бернхард I († 1011) и Хилдегард от Щаде († 3 октомври 1011), дъщеря на граф Хайнрих фон Щаде „Плешиви“ († 976). По-малкият му брат е Титмар. Неговият дядо по бащина линия е Херман Билунг († 973), херцог в Люнебург.
Бернхард не участва с император Хайнрих II в боевете против Полша, но съдейства през 1018 г. при сключването на мирния договр в Бауцен с Болеслав I Храбри. През 1019/1020 г. той се бунтува и си извоюва признаването на всички племенни права. С помощта на Готшалк, княза на ободритите, той свързва славяните отново по-тясно към империята. През 1024 г. Бернхард признава Конрад II.
Бернхард е против архиепископите на Бремен и саксонските епископи, от 1043 г. особено против архиепископ Адалберт фон Бремен, когото обвинява за смъртта на брат му Титмар, планувал през 1048 г. убийството на Хайнрих III.
През 1045 г. той построява Алстер-замъка в Хамбург. Погребан е в църквата „Св. Михаелис“ в Люнебург.

## Фамилия
Бернхард се жени за Айлика фон Швейнфурт († 10 декември сл. 1055/1056), дъщеря на маркграф Хайнрих фон Швейнфурт. Двамата имат пет деца:
- Ордулф (Ото) († 28 март 1072), херцог на Саксония (1059 – 1072); ∞ I ноември 1042 за Вулфхилд от Норвегия († 24 май 1071), дъщеря на крал Олав II Харалдсон
- Херман († 1088), граф 1059/80
- Гертруда († 4 август 1089 (или 1093), ∞ I Флоренс I граф на Холанд (убит 28 юни 1061 при Хемерт) (Герулфинги), ∞ II 1063 Роберт I Фризиец († 13 октомври 1092, 1062/71 граф на Холанд, 1071 граф на Фландрия
- Ида († 31 юли 1101), наследничка на Ла Рош (Ардени); ∞ I за Фридрих II († 28 август 1065), херцог на Долна Лотарингия (Билунги), ∞ II 1065/66 за Алберт III († 22 юни 1102), граф на Намюр (Дом Намюр).
- Хадвиг/Хедвиг (* 1030/35, † 17 юли 1112), ∞ Енгелберт I († 1 април 1096), граф на Спонхайм, маркграф на Истрия